# على بعد خطوة واحدة (فلم)
على بعد خطوة واحدة (بالإنجليزية: one step away) هو فيلم جريمة كندي قصير من إنتاج عام 1985، إخراج روبرت فورتييه وتأليف جو ويسنفيلد وبطولة كيانو ريفز وديانا بلشاو.

## ملخص القصة
تدور أحداث الفيلم عن شاب مراهق يعاني من اضطرابات في الحياة وبعد أن يحاكم بتهمة سرقة منزل تسوء علاقته مع والدته مما يدفعه لترك المدرسة والمنزل ويعيش حياة عصابات الشوارع.

## طاقم التمثيل
- كيانو ريفز في دور رون بيتري
- ديانا بلشاو في دور السيدة بيتري
- كاثلين في
- آلين جولم
- تشارلز جليف
- فيكتور نايت
- شون ماكان
- موريس بودبري
- فيليب بريتن
- راب روي
- أندرو سيمز
- فيليب سبنسلي
- فلاستا فرانا